# Hugo Brizuela
Hugo Rolando Brizuela Benítez, född 8 februari 1969, är en paraguayansk före detta fotbollsspelare (försvarare). Brizuela debuterade i Paraguays landslag 1997 och har deltagit i fyra VM-turneringar - VM 1998. Brizuela har tidigare representerat klubblag i bland annat Mexiko, Ecuador, Chile och Argentina.